# Step, Borzna
Step (în ucraineană Степ) este un sat în comuna Velîka Zahorivka din raionul Borzna, regiunea Cernihiv, Ucraina.

## Demografie
Componența lingvistică a localității Step
     Ucraineană (100%)
Conform recensământului din 2001, toată populația localității Step era vorbitoare de ucraineană (100%).